# Rivage-en-Pot
Le Rivage-en-Pot est un quai de la ville de Liège, sur la rive droite de la Meuse, dans la section d'Angleur.

## Situation
Ce quai long d'environ 1 km se situe sur la rive droite de la Meuse, au sud et en amont du pont-rails du Val-Benoît et en parallèle avec la rue de Renory, principale artère du quartier de Kinkempois.

## Description
Contrairement à la plupart des quais de la ville de Liège, le Rivage-en-Pot est un quai étroit très peu fréquenté par le trafic automobile. Il est principalement bordé par les jardins et les garages situés à l'arrière des propriétés de la rue de Renory. Seules, quelques immeubles ont leur façade sur le quai, principalement le long de la partie ouest de celui-ci. À l'ouest (en amont), le quai se termine en cul-de-sac, laissant l'espace au bord de la Meuse au Port de Renory, à Liège Container Terminal et à ses nombreux entrepôts.

## Odonymie
Le Rivage-en-Pot était le nom du quartier devenu Kinkempois. Jusqu'au XIXe siècle, il se résumait à quelques maisons de l'actuelle rue de Renory. 
Pot étant vraisemblablement une déformation du wallon på signifiant pieu. Les pieux servaient à stabiliser les berges de la Meuse à cet endroit où le fleuve imprime une courbure. 
Une autre hypothèse fait remonter l'origine du lieu aux mots latins : ripa qui signifie rive, et emporium qui peut se traduire par entrepôt, comptoir commercial, marché public. Sur la carte Ferraris de 1777, le lieu est nommé Rivage au Pot.

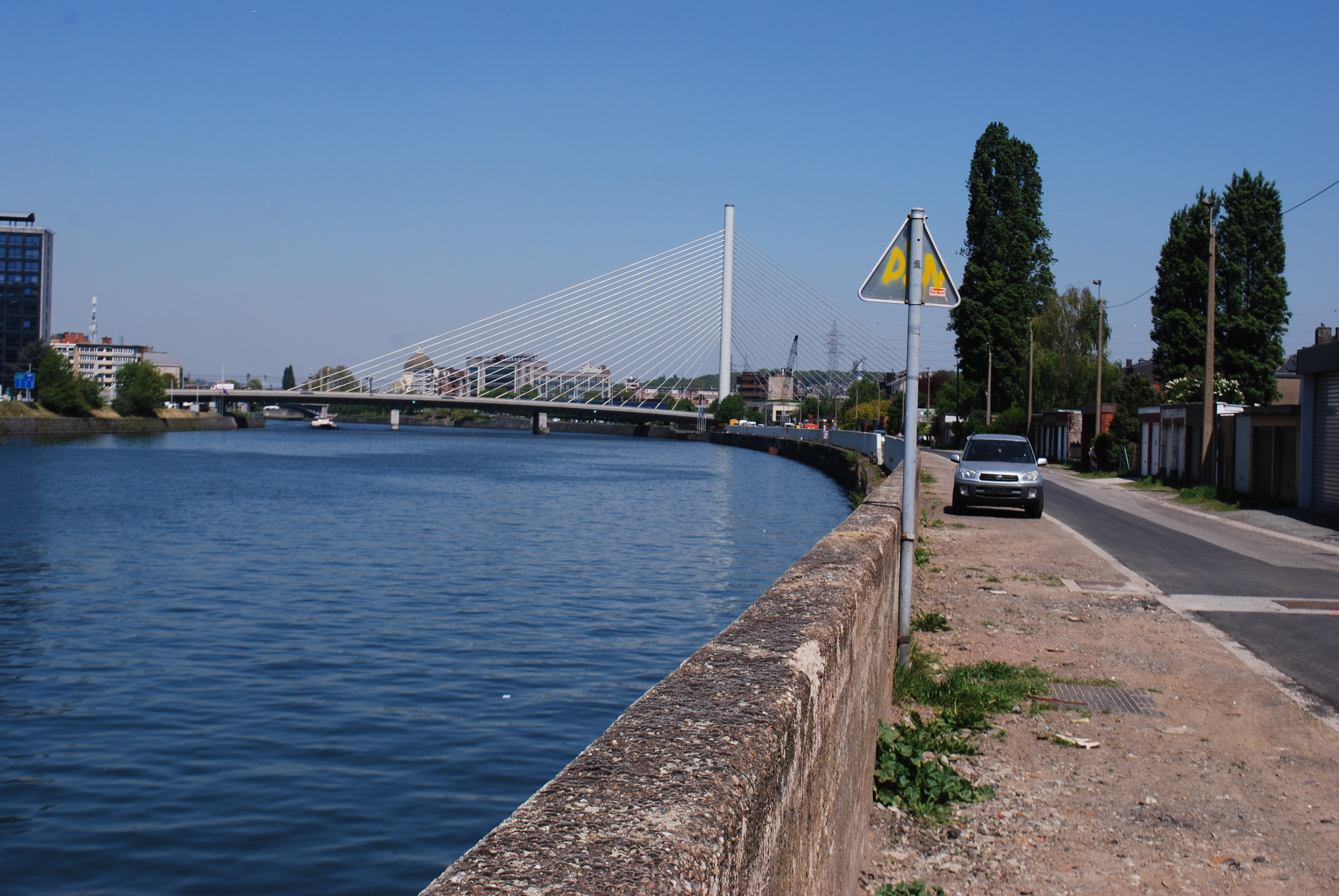

## Histoire
Le Rivage-en-Pot était bien connu des Liégeois depuis le XIXe siècle jusqu'à l'Entre-deux-guerres pour être un lieu de détente agrémenté par la présence de guinguettes en bord de Meuse où l'on pouvait boire, se restaurer et danser en plein air. Le lieu était relié au centre de Liège par des bateaux-mouches qui amenaient les dimanches et jours fériés, la population en quête de divertissement. Le lieu le plus connu était la maison Henin appelée aussi la maison blanche (reprise comme cabaret sur une carte WalOnMap de 1865) qui se situe au no 188A de la rue de Renory. Du canotage était aussi pratiqué sur la Meuse.

## Voies adjacentes
- Rue de Renory
- Rue des Écoles
- Rue des Coudriers